# Lista di asteroidi (168001-169000)
Di seguito una lista di asteroidi dal numero 168001 al 169000 con data di scoperta e scopritore.

## 168001-168100
| Nome                 | Designazione provvisoria | Data di scoperta  | Scopritore           |
| -------------------- | ------------------------ | ----------------- | -------------------- |
| 168001 -             | 2005 GW133               | 10 aprile 2005    | Spacewatch           |
| 168002 -             | 2005 GS136               | 10 aprile 2005    | Spacewatch           |
| 168003 -             | 2005 GZ137               | 11 aprile 2005    | Mount Lemmon Survey  |
| 168004 -             | 2005 GP159               | 12 aprile 2005    | Spacewatch           |
| 168005 -             | 2005 GT161               | 13 aprile 2005    | CSS                  |
| 168006 -             | 2005 GV170               | 12 aprile 2005    | LONEOS               |
| 168007 -             | 2005 GE181               | 12 aprile 2005    | Spacewatch           |
| 168008 -             | 2005 GZ181               | 12 aprile 2005    | Spacewatch           |
| 168009 -             | 2005 GK203               | 9 aprile 2005     | Mount Lemmon Survey  |
| 168010 -             | 2005 HP                  | 16 aprile 2005    | Spacewatch           |
| 168011 -             | 2005 HF1                 | 16 aprile 2005    | Spacewatch           |
| 168012 -             | 2005 HP1                 | 16 aprile 2005    | Spacewatch           |
| 168013 -             | 2005 HK4                 | 30 aprile 2005    | Broughton, J.        |
| 168014 -             | 2005 HS4                 | 30 aprile 2005    | Spacewatch           |
| 168015 -             | 2005 HK5                 | 30 aprile 2005    | CINEOS               |
| 168016 -             | 2005 HZ7                 | 30 aprile 2005    | CINEOS               |
| 168017 -             | 2005 JK2                 | 3 maggio 2005     | Spacewatch           |
| 168018 -             | 2005 JG8                 | 4 maggio 2005     | Veillet, C.          |
| 168019 -             | 2005 JX8                 | 4 maggio 2005     | Veillet, C.          |
| 168020 -             | 2005 JJ21                | 4 maggio 2005     | Siding Spring Survey |
| 168021 -             | 2005 JX23                | 3 maggio 2005     | Spacewatch           |
| 168022 -             | 2005 JK44                | 8 maggio 2005     | LONEOS               |
| 168023 -             | 2005 JX46                | 3 maggio 2005     | Spacewatch           |
| 168024 -             | 2005 JC77                | 9 maggio 2005     | Siding Spring Survey |
| 168025 -             | 2005 JS84                | 8 maggio 2005     | Mount Lemmon Survey  |
| 168026 -             | 2005 JA89                | 11 maggio 2005    | Spacewatch           |
| 168027 -             | 2005 JQ92                | 11 maggio 2005    | NEAT                 |
| 168028 -             | 2005 JK94                | 7 maggio 2005     | Spacewatch           |
| 168029 -             | 2005 JF98                | 8 maggio 2005     | Spacewatch           |
| 168030 -             | 2005 JQ100               | 9 maggio 2005     | LONEOS               |
| 168031 -             | 2005 JH103               | 9 maggio 2005     | Spacewatch           |
| 168032 -             | 2005 JB105               | 11 maggio 2005    | Mount Lemmon Survey  |
| 168033 -             | 2005 JJ143               | 15 maggio 2005    | Mount Lemmon Survey  |
| 168034 -             | 2005 JN151               | 4 maggio 2005     | Spacewatch           |
| 168035 -             | 2005 JV151               | 4 maggio 2005     | NEAT                 |
| 168036 -             | 2005 JS156               | 4 maggio 2005     | CSS                  |
| 168037 -             | 2005 JQ157               | 4 maggio 2005     | NEAT                 |
| 168038 -             | 2005 JC178               | 10 maggio 2005    | Mount Lemmon Survey  |
| 168039 Eefalcoacosta | 2005 LR1                 | 1 giugno 2005     | Mount Lemmon Survey  |
| 168040 -             | 2005 LT51                | 14 giugno 2005    | Spacewatch           |
| 168041 -             | 2005 MH18                | 28 giugno 2005    | Spacewatch           |
| 168042 -             | 2005 MN23                | 24 giugno 2005    | NEAT                 |
| 168043 -             | 2005 NW70                | 5 luglio 2005     | NEAT                 |
| 168044 -             | 2005 SG                  | 21 settembre 2005 | Siding Spring Survey |
| 168045 -             | 2005 YX214               | 30 dicembre 2005  | CSS                  |
| 168046 -             | 2006 AQ1                 | 2 gennaio 2006    | CSS                  |
| 168047 -             | 2006 BV5                 | 22 gennaio 2006   | LINEAR               |
| 168048 -             | 2006 BG34                | 21 gennaio 2006   | Spacewatch           |
| 168049 -             | 2006 BH41                | 22 gennaio 2006   | LONEOS               |
| 168050 -             | 2006 BD56                | 26 gennaio 2006   | Spacewatch           |
| 168051 -             | 2006 BM81                | 23 gennaio 2006   | Spacewatch           |
| 168052 -             | 2006 BQ95                | 26 gennaio 2006   | Spacewatch           |
| 168053 -             | 2006 BT95                | 26 gennaio 2006   | Spacewatch           |
| 168054 -             | 2006 BQ102               | 23 gennaio 2006   | Mount Lemmon Survey  |
| 168055 -             | 2006 BD124               | 26 gennaio 2006   | Spacewatch           |
| 168056 -             | 2006 BD157               | 25 gennaio 2006   | Spacewatch           |
| 168057 -             | 2006 BA167               | 26 gennaio 2006   | Mount Lemmon Survey  |
| 168058 -             | 2006 BL199               | 30 gennaio 2006   | Spacewatch           |
| 168059 -             | 2006 BW250               | 31 gennaio 2006   | Spacewatch           |
| 168060 -             | 2006 BM254               | 31 gennaio 2006   | Spacewatch           |
| 168061 -             | 2006 BJ256               | 31 gennaio 2006   | Spacewatch           |
| 168062 -             | 2006 BB266               | 31 gennaio 2006   | Spacewatch           |
| 168063 -             | 2006 BH266               | 31 gennaio 2006   | Spacewatch           |
| 168064 -             | 2006 BL266               | 31 gennaio 2006   | Spacewatch           |
| 168065 -             | 2006 BM266               | 31 gennaio 2006   | Spacewatch           |
| 168066 -             | 2006 BO269               | 28 gennaio 2006   | LONEOS               |
| 168067 -             | 2006 CO7                 | 1 febbraio 2006   | Mount Lemmon Survey  |
| 168068 -             | 2006 CC23                | 1 febbraio 2006   | Spacewatch           |
| 168069 -             | 2006 CT38                | 2 febbraio 2006   | Spacewatch           |
| 168070 -             | 2006 CK41                | 2 febbraio 2006   | Spacewatch           |
| 168071 -             | 2006 CW43                | 2 febbraio 2006   | Spacewatch           |
| 168072 -             | 2006 DU4                 | 20 febbraio 2006  | Spacewatch           |
| 168073 -             | 2006 DW6                 | 20 febbraio 2006  | Spacewatch           |
| 168074 -             | 2006 DL19                | 20 febbraio 2006  | Spacewatch           |
| 168075 -             | 2006 DZ21                | 20 febbraio 2006  | Spacewatch           |
| 168076 -             | 2006 DP22                | 20 febbraio 2006  | Spacewatch           |
| 168077 -             | 2006 DG23                | 20 febbraio 2006  | Spacewatch           |
| 168078 -             | 2006 DX27                | 20 febbraio 2006  | Spacewatch           |
| 168079 -             | 2006 DE46                | 20 febbraio 2006  | Spacewatch           |
| 168080 -             | 2006 DR58                | 24 febbraio 2006  | Spacewatch           |
| 168081 -             | 2006 DB59                | 24 febbraio 2006  | Mount Lemmon Survey  |
| 168082 -             | 2006 DJ60                | 24 febbraio 2006  | Spacewatch           |
| 168083 -             | 2006 DE62                | 22 febbraio 2006  | CSS                  |
| 168084 -             | 2006 DC68                | 24 febbraio 2006  | CSS                  |
| 168085 -             | 2006 DC70                | 20 febbraio 2006  | Mount Lemmon Survey  |
| 168086 -             | 2006 DF70                | 20 febbraio 2006  | Mount Lemmon Survey  |
| 168087 -             | 2006 DW75                | 24 febbraio 2006  | Spacewatch           |
| 168088 -             | 2006 DY79                | 24 febbraio 2006  | Spacewatch           |
| 168089 -             | 2006 DM84                | 24 febbraio 2006  | Spacewatch           |
| 168090 -             | 2006 DO96                | 24 febbraio 2006  | Spacewatch           |
| 168091 -             | 2006 DY97                | 24 febbraio 2006  | Spacewatch           |
| 168092 -             | 2006 DM102               | 25 febbraio 2006  | Mount Lemmon Survey  |
| 168093 -             | 2006 DT103               | 25 febbraio 2006  | Mount Lemmon Survey  |
| 168094 -             | 2006 DB118               | 27 febbraio 2006  | Spacewatch           |
| 168095 -             | 2006 DD123               | 24 febbraio 2006  | Spacewatch           |
| 168096 -             | 2006 DU141               | 25 febbraio 2006  | Spacewatch           |
| 168097 -             | 2006 DL192               | 27 febbraio 2006  | Spacewatch           |
| 168098 -             | 2006 DO199               | 23 febbraio 2006  | LONEOS               |
| 168099 -             | 2006 DQ208               | 25 febbraio 2006  | Spacewatch           |
| 168100 -             | 2006 DD210               | 20 febbraio 2006  | Spacewatch           |

## 168101-168200
| Nome              | Designazione provvisoria | Data di scoperta | Scopritore             |
| ----------------- | ------------------------ | ---------------- | ---------------------- |
| 168101 -          | 2006 DJ210               | 20 febbraio 2006 | Spacewatch             |
| 168102 -          | 2006 DB212               | 25 febbraio 2006 | Spacewatch             |
| 168103 -          | 2006 DS212               | 27 febbraio 2006 | CSS                    |
| 168104 -          | 2006 EQ8                 | 2 marzo 2006     | Spacewatch             |
| 168105 -          | 2006 EJ19                | 2 marzo 2006     | Spacewatch             |
| 168106 -          | 2006 EK41                | 4 marzo 2006     | Spacewatch             |
| 168107 -          | 2006 EQ41                | 4 marzo 2006     | CSS                    |
| 168108 -          | 2006 EM51                | 4 marzo 2006     | Spacewatch             |
| 168109 -          | 2006 EN53                | 2 marzo 2006     | Mount Lemmon Survey    |
| 168110 -          | 2006 EE61                | 5 marzo 2006     | Spacewatch             |
| 168111 -          | 2006 EZ62                | 5 marzo 2006     | Spacewatch             |
| 168112 -          | 2006 FG                  | 19 marzo 2006    | LINEAR                 |
| 168113 -          | 2006 FB3                 | 23 marzo 2006    | Spacewatch             |
| 168114 -          | 2006 FU8                 | 23 marzo 2006    | Mount Lemmon Survey    |
| 168115 -          | 2006 FQ9                 | 24 marzo 2006    | Lowe, A.               |
| 168116 -          | 2006 FL11                | 23 marzo 2006    | Spacewatch             |
| 168117 -          | 2006 FW11                | 23 marzo 2006    | Spacewatch             |
| 168118 -          | 2006 FS23                | 24 marzo 2006    | Spacewatch             |
| 168119 -          | 2006 FZ27                | 24 marzo 2006    | Mount Lemmon Survey    |
| 168120 -          | 2006 FM30                | 25 marzo 2006    | Spacewatch             |
| 168121 -          | 2006 FN32                | 25 marzo 2006    | Spacewatch             |
| 168122 -          | 2006 FV34                | 25 marzo 2006    | NEAT                   |
| 168123 -          | 2006 FP37                | 24 marzo 2006    | Siding Spring Survey   |
| 168124 -          | 2006 FL44                | 23 marzo 2006    | Mount Lemmon Survey    |
| 168125 -          | 2006 FS44                | 24 marzo 2006    | LONEOS                 |
| 168126 Chengbruce | 2006 GK                  | 1 aprile 2006    | Ye, Q.-z., Yang, T.-C. |
| 168127 -          | 2006 GC3                 | 6 aprile 2006    | Rinner, C.             |
| 168128 -          | 2006 GO7                 | 2 aprile 2006    | Spacewatch             |
| 168129 -          | 2006 GS19                | 2 aprile 2006    | Spacewatch             |
| 168130 -          | 2006 GD28                | 2 aprile 2006    | Spacewatch             |
| 168131 -          | 2006 GZ31                | 6 aprile 2006    | CSS                    |
| 168132 -          | 2006 GG32                | 6 aprile 2006    | Siding Spring Survey   |
| 168133 -          | 2006 GE37                | 8 aprile 2006    | Mount Lemmon Survey    |
| 168134 -          | 2006 GP37                | 9 aprile 2006    | Spacewatch             |
| 168135 -          | 2006 GU38                | 6 aprile 2006    | Siding Spring Survey   |
| 168136 -          | 2006 GP41                | 7 aprile 2006    | CSS                    |
| 168137 -          | 2006 GD42                | 9 aprile 2006    | LINEAR                 |
| 168138 -          | 2006 GW49                | 7 aprile 2006    | CSS                    |
| 168139 -          | 2006 GA50                | 7 aprile 2006    | Siding Spring Survey   |
| 168140 -          | 2006 GB52                | 8 aprile 2006    | Siding Spring Survey   |
| 168141 -          | 2006 HL                  | 18 aprile 2006   | Spacewatch             |
| 168142 -          | 2006 HB3                 | 18 aprile 2006   | Spacewatch             |
| 168143 -          | 2006 HX7                 | 18 aprile 2006   | Spacewatch             |
| 168144 -          | 2006 HP8                 | 19 aprile 2006   | Spacewatch             |
| 168145 -          | 2006 HA24                | 20 aprile 2006   | Spacewatch             |
| 168146 -          | 2006 HY24                | 20 aprile 2006   | Spacewatch             |
| 168147 -          | 2006 HV27                | 20 aprile 2006   | Spacewatch             |
| 168148 -          | 2006 HP30                | 25 aprile 2006   | Lowe, A.               |
| 168149 -          | 2006 HH31                | 18 aprile 2006   | LONEOS                 |
| 168150 -          | 2006 HA33                | 19 aprile 2006   | NEAT                   |
| 168151 -          | 2006 HC35                | 19 aprile 2006   | Mount Lemmon Survey    |
| 168152 -          | 2006 HO40                | 21 aprile 2006   | CSS                    |
| 168153 -          | 2006 HJ42                | 23 aprile 2006   | Spacewatch             |
| 168154 -          | 2006 HM42                | 23 aprile 2006   | LINEAR                 |
| 168155 -          | 2006 HY46                | 20 aprile 2006   | Spacewatch             |
| 168156 -          | 2006 HZ46                | 20 aprile 2006   | Spacewatch             |
| 168157 -          | 2006 HE47                | 20 aprile 2006   | CSS                    |
| 168158 -          | 2006 HQ49                | 25 aprile 2006   | LINEAR                 |
| 168159 -          | 2006 HH52                | 18 aprile 2006   | LONEOS                 |
| 168160 -          | 2006 HB55                | 21 aprile 2006   | LINEAR                 |
| 168161 -          | 2006 HE57                | 24 aprile 2006   | LINEAR                 |
| 168162 -          | 2006 HK57                | 24 aprile 2006   | LONEOS                 |
| 168163 -          | 2006 HW59                | 24 aprile 2006   | LONEOS                 |
| 168164 -          | 2006 HV60                | 27 aprile 2006   | Bickel, W.             |
| 168165 -          | 2006 HA61                | 28 aprile 2006   | LINEAR                 |
| 168166 -          | 2006 HT63                | 24 aprile 2006   | Spacewatch             |
| 168167 -          | 2006 HU63                | 24 aprile 2006   | Spacewatch             |
| 168168 -          | 2006 HD69                | 24 aprile 2006   | Mount Lemmon Survey    |
| 168169 -          | 2006 HP69                | 24 aprile 2006   | Spacewatch             |
| 168170 -          | 2006 HX76                | 25 aprile 2006   | NEAT                   |
| 168171 -          | 2006 HM77                | 25 aprile 2006   | Spacewatch             |
| 168172 -          | 2006 HE80                | 26 aprile 2006   | Spacewatch             |
| 168173 -          | 2006 HF82                | 26 aprile 2006   | Spacewatch             |
| 168174 -          | 2006 HG82                | 26 aprile 2006   | Spacewatch             |
| 168175 -          | 2006 HP83                | 26 aprile 2006   | Spacewatch             |
| 168176 -          | 2006 HS83                | 26 aprile 2006   | Spacewatch             |
| 168177 -          | 2006 HU83                | 26 aprile 2006   | Spacewatch             |
| 168178 -          | 2006 HN84                | 26 aprile 2006   | Spacewatch             |
| 168179 -          | 2006 HT85                | 27 aprile 2006   | Spacewatch             |
| 168180 -          | 2006 HV88                | 30 aprile 2006   | Spacewatch             |
| 168181 -          | 2006 HQ90                | 26 aprile 2006   | Spacewatch             |
| 168182 -          | 2006 HS90                | 26 aprile 2006   | LONEOS                 |
| 168183 -          | 2006 HT96                | 30 aprile 2006   | Spacewatch             |
| 168184 -          | 2006 HH102               | 30 aprile 2006   | Spacewatch             |
| 168185 -          | 2006 HV102               | 30 aprile 2006   | Spacewatch             |
| 168186 -          | 2006 HX108               | 30 aprile 2006   | CSS                    |
| 168187 -          | 2006 HG114               | 25 aprile 2006   | Mount Lemmon Survey    |
| 168188 -          | 2006 HN115               | 26 aprile 2006   | Spacewatch             |
| 168189 -          | 2006 HF117               | 26 aprile 2006   | Mount Lemmon Survey    |
| 168190 -          | 2006 HA121               | 30 aprile 2006   | Spacewatch             |
| 168191 -          | 2006 HQ152               | 30 aprile 2006   | CSS                    |
| 168192 -          | 2006 JZ                  | 3 maggio 2006    | Broughton, J.          |
| 168193 -          | 2006 JH1                 | 1 maggio 2006    | Spacewatch             |
| 168194 -          | 2006 JT1                 | 1 maggio 2006    | LINEAR                 |
| 168195 -          | 2006 JZ1                 | 1 maggio 2006    | LINEAR                 |
| 168196 -          | 2006 JL5                 | 3 maggio 2006    | Mount Lemmon Survey    |
| 168197 -          | 2006 JV10                | 1 maggio 2006    | Spacewatch             |
| 168198 -          | 2006 JR17                | 2 maggio 2006    | Mount Lemmon Survey    |
| 168199 -          | 2006 JY18                | 2 maggio 2006    | Mount Lemmon Survey    |
| 168200 -          | 2006 JZ19                | 2 maggio 2006    | Spacewatch             |

## 168201-168300
| Nome                | Designazione provvisoria | Data di scoperta  | Scopritore                                                |
| ------------------- | ------------------------ | ----------------- | --------------------------------------------------------- |
| 168201 -            | 2006 JJ23                | 3 maggio 2006     | Mount Lemmon Survey                                       |
| 168202 -            | 2006 JP26                | 5 maggio 2006     | Broughton, J.                                             |
| 168203 Kereszturi   | 2006 JB27                | 5 maggio 2006     | Sárneczky, K.                                             |
| 168204 -            | 2006 JP27                | 1 maggio 2006     | LINEAR                                                    |
| 168205 -            | 2006 JE28                | 3 maggio 2006     | Spacewatch                                                |
| 168206 -            | 2006 JH29                | 3 maggio 2006     | Spacewatch                                                |
| 168207 -            | 2006 JK29                | 3 maggio 2006     | Spacewatch                                                |
| 168208 -            | 2006 JH30                | 3 maggio 2006     | Spacewatch                                                |
| 168209 -            | 2006 JP30                | 3 maggio 2006     | Spacewatch                                                |
| 168210 -            | 2006 JW37                | 5 maggio 2006     | LONEOS                                                    |
| 168211 Juliechapman | 2006 JF39                | 6 maggio 2006     | Mount Lemmon Survey                                       |
| 168212 -            | 2006 JJ43                | 5 maggio 2006     | Spacewatch                                                |
| 168213 -            | 2006 JE45                | 7 maggio 2006     | Mount Lemmon Survey                                       |
| 168214 -            | 2006 JO46                | 7 maggio 2006     | Spacewatch                                                |
| 168215 -            | 2006 JF47                | 10 maggio 2006    | NEAT                                                      |
| 168216 -            | 2006 JS48                | 8 maggio 2006     | Siding Spring Survey                                      |
| 168217 -            | 2006 JH53                | 6 maggio 2006     | Mount Lemmon Survey                                       |
| 168218 -            | 2006 JV54                | 8 maggio 2006     | Mount Lemmon Survey                                       |
| 168219 -            | 2006 JK55                | 9 maggio 2006     | Mount Lemmon Survey                                       |
| 168220 -            | 2006 JQ57                | 8 maggio 2006     | Mount Lemmon Survey                                       |
| 168221 Donjennings  | 2006 JO60                | 1 maggio 2006     | Buie, M. W.                                               |
| 168222 -            | 2006 KU                  | 18 maggio 2006    | NEAT                                                      |
| 168223 -            | 2006 KY1                 | 16 maggio 2006    | NEAT                                                      |
| 168224 -            | 2006 KA7                 | 19 maggio 2006    | Mount Lemmon Survey                                       |
| 168225 -            | 2006 KV10                | 19 maggio 2006    | Mount Lemmon Survey                                       |
| 168226 -            | 2006 KH15                | 20 maggio 2006    | Mount Lemmon Survey                                       |
| 168227 -            | 2006 KQ27                | 20 maggio 2006    | Spacewatch                                                |
| 168228 -            | 2006 KA32                | 20 maggio 2006    | Spacewatch                                                |
| 168229 -            | 2006 KH35                | 20 maggio 2006    | Spacewatch                                                |
| 168230 -            | 2006 KV39                | 23 maggio 2006    | Siding Spring Survey                                      |
| 168231 -            | 2006 KK40                | 18 maggio 2006    | NEAT                                                      |
| 168232 -            | 2006 KO41                | 19 maggio 2006    | NEAT                                                      |
| 168233 -            | 2006 KC44                | 21 maggio 2006    | Spacewatch                                                |
| 168234 Hsi Ching    | 2006 KX67                | 25 maggio 2006    | Ye, Q.-z.                                                 |
| 168235 -            | 2006 KZ72                | 23 maggio 2006    | Spacewatch                                                |
| 168236 -            | 2006 KA80                | 25 maggio 2006    | Mount Lemmon Survey                                       |
| 168237 -            | 2006 KH80                | 25 maggio 2006    | Mount Lemmon Survey                                       |
| 168238 -            | 2006 KM80                | 25 maggio 2006    | Mount Lemmon Survey                                       |
| 168239 -            | 2006 KK82                | 25 maggio 2006    | Mount Lemmon Survey                                       |
| 168240 -            | 2006 KW84                | 24 maggio 2006    | NEAT                                                      |
| 168241 -            | 2006 KD86                | 21 maggio 2006    | CSS                                                       |
| 168242 -            | 2006 KO86                | 24 maggio 2006    | NEAT                                                      |
| 168243 -            | 2006 KB90                | 22 maggio 2006    | Siding Spring Survey                                      |
| 168244 -            | 2006 KW98                | 26 maggio 2006    | LINEAR                                                    |
| 168245 -            | 2006 KX98                | 26 maggio 2006    | Mount Lemmon Survey                                       |
| 168246 -            | 2006 KF101               | 25 maggio 2006    | Mount Lemmon Survey                                       |
| 168247 -            | 2006 KA102               | 27 maggio 2006    | Spacewatch                                                |
| 168248 -            | 2006 KC103               | 29 maggio 2006    | LINEAR                                                    |
| 168249 -            | 2006 KF105               | 28 maggio 2006    | Spacewatch                                                |
| 168250 -            | 2006 KU109               | 31 maggio 2006    | Mount Lemmon Survey                                       |
| 168251 -            | 2006 KY121               | 30 maggio 2006    | Siding Spring Survey                                      |
| 168252 -            | 2006 LA1                 | 2 giugno 2006     | Hönig, S. F., Teamo, N.                                   |
| 168253 -            | 2006 LZ2                 | 14 giugno 2006    | NEAT                                                      |
| 168254 -            | 2006 LY3                 | 15 giugno 2006    | Spacewatch                                                |
| 168255 -            | 2006 LO7                 | 6 giugno 2006     | Siding Spring Survey                                      |
| 168256 -            | 2006 MY                  | 16 giugno 2006    | Spacewatch                                                |
| 168257 -            | 2006 MF1                 | 16 giugno 2006    | Spacewatch                                                |
| 168258 -            | 2006 MO3                 | 16 giugno 2006    | NEAT                                                      |
| 168259 -            | 2006 MM9                 | 19 giugno 2006    | Spacewatch                                                |
| 168260 -            | 2006 NT                  | 2 luglio 2006     | Eskridge                                                  |
| 168261 Puglia       | 2006 PW3                 | 15 agosto 2006    | Vincenzo Silvano Casulli                                  |
| 168262 -            | 2006 PJ27                | 12 agosto 2006    | Siding Spring Survey                                      |
| 168263 -            | 2006 PX36                | 12 agosto 2006    | NEAT                                                      |
| 168264 -            | 2006 PO37                | 13 agosto 2006    | NEAT                                                      |
| 168265 -            | 2006 QH37                | 16 agosto 2006    | Siding Spring Survey                                      |
| 168266 -            | 2006 QJ46                | 20 agosto 2006    | NEAT                                                      |
| 168267 -            | 2006 SA353               | 30 settembre 2006 | CSS                                                       |
| 168268 -            | 2007 PQ1                 | 5 agosto 2007     | Crni Vrh                                                  |
| 168269 -            | 2007 PS1                 | 5 agosto 2007     | Broughton, J.                                             |
| 168270 -            | 2007 PY1                 | 6 agosto 2007     | Birtwhistle, P.                                           |
| 168271 -            | 2007 PE6                 | 8 agosto 2007     | LINEAR                                                    |
| 168272 -            | 2007 PY7                 | 10 agosto 2007    | Broughton, J.                                             |
| 168273 -            | 2007 PJ16                | 8 agosto 2007     | LINEAR                                                    |
| 168274 -            | 2007 PU16                | 8 agosto 2007     | LINEAR                                                    |
| 168275 -            | 2007 PZ16                | 8 agosto 2007     | LINEAR                                                    |
| 168276 -            | 2007 PS17                | 9 agosto 2007     | LINEAR                                                    |
| 168277 -            | 2007 PP21                | 9 agosto 2007     | LINEAR                                                    |
| 168278 -            | 2007 PJ29                | 9 agosto 2007     | LINEAR                                                    |
| 168279 -            | 2007 PV32                | 9 agosto 2007     | LINEAR                                                    |
| 168280 -            | 2007 QR5                 | 18 agosto 2007    | PMO NEO Survey Program                                    |
| 168281 -            | 2007 QM8                 | 21 agosto 2007    | LONEOS                                                    |
| 168282 -            | 2007 QU9                 | 22 agosto 2007    | LINEAR                                                    |
| 168283 -            | 2007 RR23                | 3 settembre 2007  | CSS                                                       |
| 168284 -            | 2007 RT36                | 8 settembre 2007  | LONEOS                                                    |
| 168285 -            | 2007 RZ77                | 10 settembre 2007 | Mount Lemmon Survey                                       |
| 168286 -            | 2007 RJ117               | 11 settembre 2007 | Spacewatch                                                |
| 168287 -            | 2007 RG145               | 14 settembre 2007 | LINEAR                                                    |
| 168288 -            | 2007 RO210               | 11 settembre 2007 | Spacewatch                                                |
| 168289 -            | 2007 SD                  | 17 settembre 2007 | Lowe, A.                                                  |
| 168290 -            | 2045 P-L                 | 24 settembre 1960 | van Houten, C. J., van Houten-Groeneveld, I., Gehrels, T. |
| 168291 -            | 3041 P-L                 | 24 settembre 1960 | van Houten, C. J., van Houten-Groeneveld, I., Gehrels, T. |
| 168292 -            | 4267 P-L                 | 25 settembre 1960 | van Houten, C. J., van Houten-Groeneveld, I., Gehrels, T. |
| 168293 -            | 4724 P-L                 | 24 settembre 1960 | van Houten, C. J., van Houten-Groeneveld, I., Gehrels, T. |
| 168294 -            | 4883 P-L                 | 24 settembre 1960 | van Houten, C. J., van Houten-Groeneveld, I., Gehrels, T. |
| 168295 -            | 6280 P-L                 | 24 settembre 1960 | van Houten, C. J., van Houten-Groeneveld, I., Gehrels, T. |
| 168296 -            | 6740 P-L                 | 24 settembre 1960 | van Houten, C. J., van Houten-Groeneveld, I., Gehrels, T. |
| 168297 -            | 7575 P-L                 | 17 ottobre 1960   | van Houten, C. J., van Houten-Groeneveld, I., Gehrels, T. |
| 168298 -            | 3230 T-1                 | 26 marzo 1971     | van Houten, C. J., van Houten-Groeneveld, I., Gehrels, T. |
| 168299 -            | 1048 T-2                 | 29 settembre 1973 | van Houten, C. J., van Houten-Groeneveld, I., Gehrels, T. |
| 168300 -            | 1217 T-2                 | 29 settembre 1973 | van Houten, C. J., van Houten-Groeneveld, I., Gehrels, T. |

## 168301-168400
| Nome                 | Designazione provvisoria | Data di scoperta  | Scopritore                                                |
| -------------------- | ------------------------ | ----------------- | --------------------------------------------------------- |
| 168301 -             | 1315 T-2                 | 29 settembre 1973 | van Houten, C. J., van Houten-Groeneveld, I., Gehrels, T. |
| 168302 -             | 1428 T-2                 | 29 settembre 1973 | van Houten, C. J., van Houten-Groeneveld, I., Gehrels, T. |
| 168303 -             | 2223 T-2                 | 29 settembre 1973 | van Houten, C. J., van Houten-Groeneveld, I., Gehrels, T. |
| 168304 -             | 3125 T-2                 | 30 settembre 1973 | van Houten, C. J., van Houten-Groeneveld, I., Gehrels, T. |
| 168305 -             | 3205 T-2                 | 30 settembre 1973 | van Houten, C. J., van Houten-Groeneveld, I., Gehrels, T. |
| 168306 -             | 4255 T-2                 | 29 settembre 1973 | van Houten, C. J., van Houten-Groeneveld, I., Gehrels, T. |
| 168307 -             | 1206 T-3                 | 17 ottobre 1977   | van Houten, C. J., van Houten-Groeneveld, I., Gehrels, T. |
| 168308 -             | 1216 T-3                 | 17 ottobre 1977   | van Houten, C. J., van Houten-Groeneveld, I., Gehrels, T. |
| 168309 -             | 2167 T-3                 | 16 ottobre 1977   | van Houten, C. J., van Houten-Groeneveld, I., Gehrels, T. |
| 168310 -             | 2316 T-3                 | 16 ottobre 1977   | van Houten, C. J., van Houten-Groeneveld, I., Gehrels, T. |
| 168311 -             | 3312 T-3                 | 16 ottobre 1977   | van Houten, C. J., van Houten-Groeneveld, I., Gehrels, T. |
| 168312 -             | 3396 T-3                 | 16 ottobre 1977   | van Houten, C. J., van Houten-Groeneveld, I., Gehrels, T. |
| 168313 -             | 5009 T-3                 | 16 ottobre 1977   | van Houten, C. J., van Houten-Groeneveld, I., Gehrels, T. |
| 168314 -             | 1981 EW6                 | 6 marzo 1981      | Bus, S. J.                                                |
| 168315 -             | 1982 RA1                 | 13 settembre 1982 | Oak Ridge Observatory                                     |
| 168316 -             | 1982 WD                  | 25 novembre 1982  | Dunbar, R. S.                                             |
| 168317 -             | 1988 RY4                 | 2 settembre 1988  | Debehogne, H.                                             |
| 168318 -             | 1989 DA                  | 27 febbraio 1989  | Phinney, J.                                               |
| 168319 -             | 1990 RW2                 | 15 settembre 1990 | Holt, H. E.                                               |
| 168320 -             | 1990 WG5                 | 16 novembre 1990  | Elst, E. W.                                               |
| 168321 Josephschmidt | 1991 RJ3                 | 12 settembre 1991 | Börngen, F., Schmadel, L. D.                              |
| 168322 -             | 1992 EX7                 | 2 marzo 1992      | UESAC                                                     |
| 168323 -             | 1992 ED23                | 1 marzo 1992      | UESAC                                                     |
| 168324 -             | 1993 FA19                | 17 marzo 1993     | UESAC                                                     |
| 168325 -             | 1993 FT27                | 21 marzo 1993     | UESAC                                                     |
| 168326 -             | 1993 FJ59                | 19 marzo 1993     | UESAC                                                     |
| 168327 -             | 1993 FZ60                | 19 marzo 1993     | UESAC                                                     |
| 168328 -             | 1993 NX1                 | 12 luglio 1993    | Elst, E. W.                                               |
| 168329 -             | 1993 TN6                 | 9 ottobre 1993    | Spacewatch                                                |
| 168330 -             | 1993 TZ7                 | 10 ottobre 1993   | Spacewatch                                                |
| 168331 -             | 1993 TA8                 | 10 ottobre 1993   | Spacewatch                                                |
| 168332 -             | 1993 TC28                | 9 ottobre 1993    | Elst, E. W.                                               |
| 168333 -             | 1994 CU17                | 8 febbraio 1994   | Elst, E. W.                                               |
| 168334 -             | 1994 PQ1                 | 12 agosto 1994    | McNaught, R. H.                                           |
| 168335 -             | 1994 PW24                | 12 agosto 1994    | Elst, E. W.                                               |
| 168336 -             | 1994 PV28                | 12 agosto 1994    | Elst, E. W.                                               |
| 168337 -             | 1994 SK1                 | 27 settembre 1994 | Spacewatch                                                |
| 168338 -             | 1994 UW10                | 29 ottobre 1994   | Spacewatch                                                |
| 168339 -             | 1995 FS8                 | 26 marzo 1995     | Spacewatch                                                |
| 168340 -             | 1995 JE1                 | 4 maggio 1995     | Spacewatch                                                |
| 168341 -             | 1995 MT1                 | 23 giugno 1995    | Spacewatch                                                |
| 168342 -             | 1995 MG4                 | 29 giugno 1995    | Spacewatch                                                |
| 168343 -             | 1995 OJ2                 | 22 luglio 1995    | Spacewatch                                                |
| 168344 -             | 1995 OD14                | 23 luglio 1995    | Spacewatch                                                |
| 168345 -             | 1995 SR30                | 20 settembre 1995 | Spacewatch                                                |
| 168346 -             | 1995 SH89                | 29 settembre 1995 | Spacewatch                                                |
| 168347 -             | 1995 UG13                | 17 ottobre 1995   | Spacewatch                                                |
| 168348 -             | 1995 UZ18                | 19 ottobre 1995   | Spacewatch                                                |
| 168349 -             | 1995 UZ30                | 20 ottobre 1995   | Spacewatch                                                |
| 168350 -             | 1995 UX42                | 24 ottobre 1995   | Spacewatch                                                |
| 168351 -             | 1995 UY51                | 20 ottobre 1995   | Spacewatch                                                |
| 168352 -             | 1995 VV3                 | 14 novembre 1995  | Spacewatch                                                |
| 168353 -             | 1995 VQ5                 | 14 novembre 1995  | Spacewatch                                                |
| 168354 -             | 1996 AE6                 | 12 gennaio 1996   | Spacewatch                                                |
| 168355 -             | 1996 AU8                 | 13 gennaio 1996   | Spacewatch                                                |
| 168356 -             | 1996 AF15                | 12 gennaio 1996   | Spacewatch                                                |
| 168357 -             | 1996 CF2                 | 15 febbraio 1996  | Spacewatch                                                |
| 168358 Casca         | 1996 DF2                 | 24 febbraio 1996  | Balam, D. D.                                              |
| 168359 -             | 1996 DH3                 | 29 febbraio 1996  | AMOS                                                      |
| 168360 -             | 1996 PC                  | 6 agosto 1996     | Comba, P. G.                                              |
| 168361 -             | 1996 RB18                | 14 settembre 1996 | Spacewatch                                                |
| 168362 -             | 1996 RV28                | 11 settembre 1996 | Uppsala-DLR Trojan Survey                                 |
| 168363 -             | 1996 TG18                | 4 ottobre 1996    | Spacewatch                                                |
| 168364 -             | 1996 TZ19                | 5 ottobre 1996    | Spacewatch                                                |
| 168365 -             | 1996 TT25                | 6 ottobre 1996    | Spacewatch                                                |
| 168366 -             | 1996 TC42                | 8 ottobre 1996    | Elst, E. W.                                               |
| 168367 -             | 1996 UT4                 | 18 ottobre 1996   | ODAS                                                      |
| 168368 -             | 1996 WU3                 | 18 novembre 1996  | Spacewatch                                                |
| 168369 -             | 1996 XP6                 | 1 dicembre 1996   | Spacewatch                                                |
| 168370 -             | 1996 XA17                | 4 dicembre 1996   | Spacewatch                                                |
| 168371 -             | 1996 XF20                | 4 dicembre 1996   | Spacewatch                                                |
| 168372 -             | 1996 XV22                | 12 dicembre 1996  | Spacewatch                                                |
| 168373 -             | 1997 CC11                | 3 febbraio 1997   | Spacewatch                                                |
| 168374 -             | 1997 CH23                | 4 febbraio 1997   | Spacewatch                                                |
| 168375 -             | 1997 EE1                 | 3 marzo 1997      | Spacewatch                                                |
| 168376 -             | 1997 EK15                | 4 marzo 1997      | Spacewatch                                                |
| 168377 -             | 1997 EY16                | 8 marzo 1997      | Spacewatch                                                |
| 168378 -             | 1997 ET30                | 12 marzo 1997     | Spacewatch                                                |
| 168379 -             | 1997 GB15                | 3 aprile 1997     | LINEAR                                                    |
| 168380 -             | 1997 HX16                | 30 aprile 1997    | Spacewatch                                                |
| 168381 -             | 1997 LY4                 | 10 giugno 1997    | Beijing Schmidt CCD Asteroid Program                      |
| 168382 -             | 1997 MC6                 | 26 giugno 1997    | Spacewatch                                                |
| 168383 -             | 1997 MG8                 | 29 giugno 1997    | Spacewatch                                                |
| 168384 -             | 1997 NP3                 | 6 luglio 1997     | Spacewatch                                                |
| 168385 -             | 1997 RH4                 | 5 settembre 1997  | ODAS                                                      |
| 168386 -             | 1997 SR23                | 29 settembre 1997 | Spacewatch                                                |
| 168387 -             | 1997 SJ30                | 30 settembre 1997 | Spacewatch                                                |
| 168388 -             | 1997 TF5                 | 1 ottobre 1997    | ODAS                                                      |
| 168389 -             | 1997 TC12                | 2 ottobre 1997    | Spacewatch                                                |
| 168390 -             | 1997 WF6                 | 23 novembre 1997  | Spacewatch                                                |
| 168391 -             | 1997 WK36                | 29 novembre 1997  | LINEAR                                                    |
| 168392 -             | 1997 YU17                | 31 dicembre 1997  | Spacewatch                                                |
| 168393 -             | 1998 AU4                 | 6 gennaio 1998    | Spacewatch                                                |
| 168394 -             | 1998 BX2                 | 19 gennaio 1998   | Shimizu, Y., Urata, T.                                    |
| 168395 -             | 1998 BQ18                | 23 gennaio 1998   | Spacewatch                                                |
| 168396 -             | 1998 BN31                | 26 gennaio 1998   | Spacewatch                                                |
| 168397 -             | 1998 BD48                | 29 gennaio 1998   | Spacewatch                                                |
| 168398 -             | 1998 DG                  | 17 febbraio 1998  | Galád, A., Pravda, A.                                     |
| 168399 -             | 1998 DP12                | 24 febbraio 1998  | Spacewatch                                                |
| 168400 -             | 1998 EC5                 | 1 marzo 1998      | Spacewatch                                                |

## 168401-168500
| Nome     | Designazione provvisoria | Data di scoperta  | Scopritore                           |
| -------- | ------------------------ | ----------------- | ------------------------------------ |
| 168401 - | 1998 EF11                | 1 marzo 1998      | Elst, E. W.                          |
| 168402 - | 1998 FT47                | 20 marzo 1998     | LINEAR                               |
| 168403 - | 1998 FW76                | 24 marzo 1998     | LINEAR                               |
| 168404 - | 1998 FP92                | 24 marzo 1998     | LINEAR                               |
| 168405 - | 1998 FW115               | 31 marzo 1998     | LINEAR                               |
| 168406 - | 1998 FP119               | 20 marzo 1998     | LINEAR                               |
| 168407 - | 1998 FP138               | 28 marzo 1998     | LINEAR                               |
| 168408 - | 1998 HY11                | 19 aprile 1998    | Spacewatch                           |
| 168409 - | 1998 HA25                | 17 aprile 1998    | Spacewatch                           |
| 168410 - | 1998 HG99                | 21 aprile 1998    | LINEAR                               |
| 168411 - | 1998 HO113               | 23 aprile 1998    | LINEAR                               |
| 168412 - | 1998 HW154               | 19 aprile 1998    | LINEAR                               |
| 168413 - | 1998 QJ10                | 17 agosto 1998    | LINEAR                               |
| 168414 - | 1998 QY12                | 17 agosto 1998    | LINEAR                               |
| 168415 - | 1998 QJ22                | 17 agosto 1998    | LINEAR                               |
| 168416 - | 1998 QE30                | 26 agosto 1998    | Beijing Schmidt CCD Asteroid Program |
| 168417 - | 1998 QF42                | 17 agosto 1998    | LINEAR                               |
| 168418 - | 1998 QC50                | 17 agosto 1998    | LINEAR                               |
| 168419 - | 1998 QE50                | 17 agosto 1998    | LINEAR                               |
| 168420 - | 1998 QQ56                | 30 agosto 1998    | Spacewatch                           |
| 168421 - | 1998 QW75                | 24 agosto 1998    | LINEAR                               |
| 168422 - | 1998 QE82                | 24 agosto 1998    | LINEAR                               |
| 168423 - | 1998 QG96                | 19 agosto 1998    | LINEAR                               |
| 168424 - | 1998 QG104               | 26 agosto 1998    | Elst, E. W.                          |
| 168425 - | 1998 RB29                | 14 settembre 1998 | LINEAR                               |
| 168426 - | 1998 SJ54                | 16 settembre 1998 | LONEOS                               |
| 168427 - | 1998 SL69                | 19 settembre 1998 | LINEAR                               |
| 168428 - | 1998 SG87                | 26 settembre 1998 | LINEAR                               |
| 168429 - | 1998 SP90                | 26 settembre 1998 | LINEAR                               |
| 168430 - | 1998 SR96                | 26 settembre 1998 | LINEAR                               |
| 168431 - | 1998 SB130               | 26 settembre 1998 | LINEAR                               |
| 168432 - | 1998 TZ8                 | 12 ottobre 1998   | Spacewatch                           |
| 168433 - | 1998 UM5                 | 22 ottobre 1998   | ODAS                                 |
| 168434 - | 1998 VA16                | 10 novembre 1998  | LINEAR                               |
| 168435 - | 1998 VL21                | 10 novembre 1998  | LINEAR                               |
| 168436 - | 1998 VH22                | 10 novembre 1998  | LINEAR                               |
| 168437 - | 1998 VC23                | 10 novembre 1998  | LINEAR                               |
| 168438 - | 1998 VT39                | 14 novembre 1998  | Spacewatch                           |
| 168439 - | 1998 VS52                | 13 novembre 1998  | LINEAR                               |
| 168440 - | 1998 WT2                 | 17 novembre 1998  | ODAS                                 |
| 168441 - | 1998 WD3                 | 18 novembre 1998  | Kagawa, T.                           |
| 168442 - | 1998 XO5                 | 8 dicembre 1998   | Spacewatch                           |
| 168443 - | 1998 XL9                 | 12 dicembre 1998  | Korlević, K.                         |
| 168444 - | 1998 XX22                | 11 dicembre 1998  | Spacewatch                           |
| 168445 - | 1998 YE8                 | 21 dicembre 1998  | Kawasato, N.                         |
| 168446 - | 1998 YM21                | 26 dicembre 1998  | Spacewatch                           |
| 168447 - | 1999 AT1                 | 8 gennaio 1999    | Spacewatch                           |
| 168448 - | 1999 AE4                 | 6 gennaio 1999    | LONEOS                               |
| 168449 - | 1999 AN13                | 7 gennaio 1999    | Spacewatch                           |
| 168450 - | 1999 AD22                | 11 gennaio 1999   | Beijing Schmidt CCD Asteroid Program |
| 168451 - | 1999 CG43                | 10 febbraio 1999  | LINEAR                               |
| 168452 - | 1999 CC117               | 12 febbraio 1999  | LINEAR                               |
| 168453 - | 1999 CG130               | 6 febbraio 1999   | Veillet, C.                          |
| 168454 - | 1999 EB10                | 14 marzo 1999     | Spacewatch                           |
| 168455 - | 1999 FM1                 | 16 marzo 1999     | Spacewatch                           |
| 168456 - | 1999 FC4                 | 16 marzo 1999     | Spacewatch                           |
| 168457 - | 1999 FE5                 | 18 marzo 1999     | Spacewatch                           |
| 168458 - | 1999 FK12                | 18 marzo 1999     | Spacewatch                           |
| 168459 - | 1999 FV20                | 19 marzo 1999     | Spacewatch                           |
| 168460 - | 1999 GM3                 | 7 aprile 1999     | Spacewatch                           |
| 168461 - | 1999 HY4                 | 17 aprile 1999    | Spacewatch                           |
| 168462 - | 1999 JT29                | 10 maggio 1999    | LINEAR                               |
| 168463 - | 1999 JD47                | 10 maggio 1999    | LINEAR                               |
| 168464 - | 1999 JR71                | 12 maggio 1999    | LINEAR                               |
| 168465 - | 1999 JR89                | 12 maggio 1999    | LINEAR                               |
| 168466 - | 1999 JM112               | 13 maggio 1999    | LINEAR                               |
| 168467 - | 1999 JW127               | 10 maggio 1999    | LINEAR                               |
| 168468 - | 1999 KK2                 | 16 maggio 1999    | Spacewatch                           |
| 168469 - | 1999 KS10                | 18 maggio 1999    | LINEAR                               |
| 168470 - | 1999 LT29                | 10 giugno 1999    | Spacewatch                           |
| 168471 - | 1999 LS30                | 12 giugno 1999    | Spacewatch                           |
| 168472 - | 1999 PQ4                 | 8 agosto 1999     | Kawasato, N.                         |
| 168473 - | 1999 QU1                 | 20 agosto 1999    | Sposetti, S.                         |
| 168474 - | 1999 RN3                 | 4 settembre 1999  | CSS                                  |
| 168475 - | 1999 RN24                | 7 settembre 1999  | LINEAR                               |
| 168476 - | 1999 RM30                | 8 settembre 1999  | LINEAR                               |
| 168477 - | 1999 RE31                | 8 settembre 1999  | LINEAR                               |
| 168478 - | 1999 RF60                | 7 settembre 1999  | LINEAR                               |
| 168479 - | 1999 RQ62                | 7 settembre 1999  | LINEAR                               |
| 168480 - | 1999 RJ81                | 7 settembre 1999  | LINEAR                               |
| 168481 - | 1999 RN85                | 7 settembre 1999  | LINEAR                               |
| 168482 - | 1999 RD123               | 9 settembre 1999  | LINEAR                               |
| 168483 - | 1999 RV124               | 13 settembre 1999 | Spacewatch                           |
| 168484 - | 1999 RP125               | 9 settembre 1999  | LINEAR                               |
| 168485 - | 1999 RP134               | 9 settembre 1999  | LINEAR                               |
| 168486 - | 1999 RS134               | 9 settembre 1999  | LINEAR                               |
| 168487 - | 1999 RV138               | 9 settembre 1999  | LINEAR                               |
| 168488 - | 1999 RZ147               | 9 settembre 1999  | LINEAR                               |
| 168489 - | 1999 RM150               | 9 settembre 1999  | LINEAR                               |
| 168490 - | 1999 RC152               | 9 settembre 1999  | LINEAR                               |
| 168491 - | 1999 RT153               | 9 settembre 1999  | LINEAR                               |
| 168492 - | 1999 RL159               | 9 settembre 1999  | LINEAR                               |
| 168493 - | 1999 RQ163               | 9 settembre 1999  | LINEAR                               |
| 168494 - | 1999 RE177               | 9 settembre 1999  | LINEAR                               |
| 168495 - | 1999 RB188               | 9 settembre 1999  | LINEAR                               |
| 168496 - | 1999 RN191               | 11 settembre 1999 | LINEAR                               |
| 168497 - | 1999 RX207               | 8 settembre 1999  | LINEAR                               |
| 168498 - | 1999 RG208               | 8 settembre 1999  | LINEAR                               |
| 168499 - | 1999 RK223               | 7 settembre 1999  | LINEAR                               |
| 168500 - | 1999 RJ249               | 7 settembre 1999  | LINEAR                               |

## 168501-168600
| Nome                | Designazione provvisoria | Data di scoperta  | Scopritore                           |
| ------------------- | ------------------------ | ----------------- | ------------------------------------ |
| 168501 -            | 1999 RQ249               | 4 settembre 1999  | CSS                                  |
| 168502 -            | 1999 SS10                | 29 settembre 1999 | Beijing Schmidt CCD Asteroid Program |
| 168503 -            | 1999 TL8                 | 6 ottobre 1999    | Korlević, K., Jurić, M.              |
| 168504 -            | 1999 TL15                | 12 ottobre 1999   | Kušnirák, P., Pravec, P.             |
| 168505 -            | 1999 TL37                | 13 ottobre 1999   | LONEOS                               |
| 168506 -            | 1999 TQ50                | 4 ottobre 1999    | Spacewatch                           |
| 168507 -            | 1999 TC64                | 8 ottobre 1999    | Spacewatch                           |
| 168508 -            | 1999 TT68                | 9 ottobre 1999    | Spacewatch                           |
| 168509 -            | 1999 TU68                | 9 ottobre 1999    | Spacewatch                           |
| 168510 -            | 1999 TK81                | 12 ottobre 1999   | Spacewatch                           |
| 168511 -            | 1999 TH98                | 2 ottobre 1999    | LINEAR                               |
| 168512 -            | 1999 TV104               | 3 ottobre 1999    | LINEAR                               |
| 168513 -            | 1999 TE131               | 6 ottobre 1999    | LINEAR                               |
| 168514 -            | 1999 TX134               | 6 ottobre 1999    | LINEAR                               |
| 168515 -            | 1999 TY142               | 7 ottobre 1999    | LINEAR                               |
| 168516 -            | 1999 TY159               | 9 ottobre 1999    | LINEAR                               |
| 168517 -            | 1999 TJ166               | 10 ottobre 1999   | LINEAR                               |
| 168518 -            | 1999 TX170               | 10 ottobre 1999   | LINEAR                               |
| 168519 -            | 1999 TS193               | 12 ottobre 1999   | LINEAR                               |
| 168520 -            | 1999 TV233               | 3 ottobre 1999    | LINEAR                               |
| 168521 -            | 1999 TV236               | 3 ottobre 1999    | CSS                                  |
| 168522 -            | 1999 TM238               | 4 ottobre 1999    | CSS                                  |
| 168523 -            | 1999 TN242               | 4 ottobre 1999    | CSS                                  |
| 168524 -            | 1999 TO253               | 10 ottobre 1999   | Spacewatch                           |
| 168525 -            | 1999 TM259               | 9 ottobre 1999    | LINEAR                               |
| 168526 -            | 1999 TG279               | 7 ottobre 1999    | LINEAR                               |
| 168527 -            | 1999 TV318               | 12 ottobre 1999   | Spacewatch                           |
| 168528 -            | 1999 UA16                | 29 ottobre 1999   | CSS                                  |
| 168529 -            | 1999 UQ20                | 31 ottobre 1999   | Spacewatch                           |
| 168530 -            | 1999 UU33                | 31 ottobre 1999   | Spacewatch                           |
| 168531 Joshuakammer | 1999 VF12                | 10 novembre 1999  | Buie, M. W.                          |
| 168532 -            | 1999 VV21                | 12 novembre 1999  | Korlević, K.                         |
| 168533 -            | 1999 VQ39                | 10 novembre 1999  | LINEAR                               |
| 168534 -            | 1999 VW45                | 4 novembre 1999   | CSS                                  |
| 168535 -            | 1999 VF65                | 4 novembre 1999   | LINEAR                               |
| 168536 -            | 1999 VU66                | 4 novembre 1999   | LINEAR                               |
| 168537 -            | 1999 VG68                | 4 novembre 1999   | LINEAR                               |
| 168538 -            | 1999 VA85                | 6 novembre 1999   | Spacewatch                           |
| 168539 -            | 1999 VF89                | 4 novembre 1999   | LINEAR                               |
| 168540 -            | 1999 VT95                | 9 novembre 1999   | LINEAR                               |
| 168541 -            | 1999 VY99                | 9 novembre 1999   | LINEAR                               |
| 168542 -            | 1999 VL123               | 5 novembre 1999   | Spacewatch                           |
| 168543 -            | 1999 VL128               | 9 novembre 1999   | Spacewatch                           |
| 168544 -            | 1999 VE149               | 14 novembre 1999  | LINEAR                               |
| 168545 -            | 1999 VE169               | 14 novembre 1999  | LINEAR                               |
| 168546 -            | 1999 VA189               | 15 novembre 1999  | LINEAR                               |
| 168547 -            | 1999 VK191               | 12 novembre 1999  | LINEAR                               |
| 168548 -            | 1999 VH194               | 1 novembre 1999   | LINEAR                               |
| 168549 -            | 1999 VR209               | 11 novembre 1999  | CSS                                  |
| 168550 -            | 1999 VQ212               | 12 novembre 1999  | LINEAR                               |
| 168551 -            | 1999 WH4                 | 28 novembre 1999  | Kojima, T.                           |
| 168552 -            | 1999 WV7                 | 29 novembre 1999  | Korlević, K.                         |
| 168553 -            | 1999 WF9                 | 29 novembre 1999  | Crni Vrh                             |
| 168554 -            | 1999 WS13                | 30 novembre 1999  | Crni Vrh                             |
| 168555 -            | 1999 WY17                | 30 novembre 1999  | Spacewatch                           |
| 168556 -            | 1999 WJ24                | 28 novembre 1999  | Spacewatch                           |
| 168557 -            | 1999 XF6                 | 4 dicembre 1999   | CSS                                  |
| 168558 -            | 1999 XX16                | 7 dicembre 1999   | LINEAR                               |
| 168559 -            | 1999 XE26                | 6 dicembre 1999   | LINEAR                               |
| 168560 -            | 1999 XK27                | 6 dicembre 1999   | LINEAR                               |
| 168561 -            | 1999 XP27                | 6 dicembre 1999   | LINEAR                               |
| 168562 -            | 1999 XM39                | 6 dicembre 1999   | LINEAR                               |
| 168563 -            | 1999 XR77                | 7 dicembre 1999   | LINEAR                               |
| 168564 -            | 1999 XM85                | 7 dicembre 1999   | LINEAR                               |
| 168565 -            | 1999 XL86                | 7 dicembre 1999   | LINEAR                               |
| 168566 -            | 1999 XE94                | 7 dicembre 1999   | LINEAR                               |
| 168567 -            | 1999 XH94                | 7 dicembre 1999   | LINEAR                               |
| 168568 -            | 1999 XP119               | 5 dicembre 1999   | CSS                                  |
| 168569 -            | 1999 XY130               | 12 dicembre 1999  | LINEAR                               |
| 168570 -            | 1999 XU132               | 12 dicembre 1999  | LINEAR                               |
| 168571 -            | 1999 XB136               | 13 dicembre 1999  | LINEAR                               |
| 168572 -            | 1999 XS141               | 10 dicembre 1999  | LINEAR                               |
| 168573 -            | 1999 XZ141               | 12 dicembre 1999  | LINEAR                               |
| 168574 -            | 1999 XD142               | 12 dicembre 1999  | LINEAR                               |
| 168575 -            | 1999 XL142               | 12 dicembre 1999  | LINEAR                               |
| 168576 -            | 1999 XM142               | 12 dicembre 1999  | LINEAR                               |
| 168577 -            | 1999 XO142               | 12 dicembre 1999  | LINEAR                               |
| 168578 -            | 1999 XJ179               | 10 dicembre 1999  | LINEAR                               |
| 168579 -            | 1999 XG182               | 12 dicembre 1999  | LINEAR                               |
| 168580 -            | 1999 XS208               | 13 dicembre 1999  | LINEAR                               |
| 168581 -            | 1999 XO216               | 13 dicembre 1999  | Spacewatch                           |
| 168582 -            | 1999 XP228               | 14 dicembre 1999  | Spacewatch                           |
| 168583 -            | 1999 XJ231               | 7 dicembre 1999   | CSS                                  |
| 168584 -            | 1999 XN233               | 3 dicembre 1999   | LINEAR                               |
| 168585 -            | 1999 XJ236               | 4 dicembre 1999   | Spacewatch                           |
| 168586 -            | 1999 YN1                 | 17 dicembre 1999  | LINEAR                               |
| 168587 -            | 1999 YM6                 | 30 dicembre 1999  | LINEAR                               |
| 168588 -            | 1999 YN19                | 29 dicembre 1999  | Veillet, C.                          |
| 168589 -            | 1999 YU27                | 30 dicembre 1999  | LINEAR                               |
| 168590 -            | 2000 AE9                 | 2 gennaio 2000    | LINEAR                               |
| 168591 -            | 2000 AF16                | 3 gennaio 2000    | LINEAR                               |
| 168592 -            | 2000 AY24                | 3 gennaio 2000    | LINEAR                               |
| 168593 -            | 2000 AS28                | 3 gennaio 2000    | LINEAR                               |
| 168594 -            | 2000 AV31                | 3 gennaio 2000    | LINEAR                               |
| 168595 -            | 2000 AP35                | 3 gennaio 2000    | LINEAR                               |
| 168596 -            | 2000 AV42                | 4 gennaio 2000    | LINEAR                               |
| 168597 -            | 2000 AW47                | 4 gennaio 2000    | LINEAR                               |
| 168598 -            | 2000 AG49                | 5 gennaio 2000    | LINEAR                               |
| 168599 -            | 2000 AY63                | 4 gennaio 2000    | LINEAR                               |
| 168600 -            | 2000 AA69                | 5 gennaio 2000    | LINEAR                               |

## 168601-168700
| Nome                  | Designazione provvisoria | Data di scoperta | Scopritore                                      |
| --------------------- | ------------------------ | ---------------- | ----------------------------------------------- |
| 168601 -              | 2000 AD74                | 5 gennaio 2000   | LINEAR                                          |
| 168602 -              | 2000 AA88                | 5 gennaio 2000   | LINEAR                                          |
| 168603 -              | 2000 AH126               | 5 gennaio 2000   | LINEAR                                          |
| 168604 -              | 2000 AJ133               | 3 gennaio 2000   | LINEAR                                          |
| 168605 -              | 2000 AG134               | 4 gennaio 2000   | LINEAR                                          |
| 168606 -              | 2000 AS154               | 3 gennaio 2000   | LINEAR                                          |
| 168607 -              | 2000 AV167               | 8 gennaio 2000   | LINEAR                                          |
| 168608 -              | 2000 AA176               | 7 gennaio 2000   | LINEAR                                          |
| 168609 -              | 2000 AO181               | 7 gennaio 2000   | LINEAR                                          |
| 168610 -              | 2000 AD196               | 8 gennaio 2000   | LINEAR                                          |
| 168611 -              | 2000 AJ214               | 6 gennaio 2000   | Spacewatch                                      |
| 168612 -              | 2000 AP229               | 3 gennaio 2000   | Spacewatch                                      |
| 168613 -              | 2000 AA246               | 7 gennaio 2000   | Tholen, D. J., Whiteley, R. J.                  |
| 168614 -              | 2000 BW6                 | 27 gennaio 2000  | LINEAR                                          |
| 168615 -              | 2000 BC12                | 28 gennaio 2000  | Spacewatch                                      |
| 168616 -              | 2000 BN21                | 29 gennaio 2000  | Spacewatch                                      |
| 168617 -              | 2000 BH26                | 30 gennaio 2000  | LINEAR                                          |
| 168618 -              | 2000 BT26                | 30 gennaio 2000  | LINEAR                                          |
| 168619 -              | 2000 BB40                | 27 gennaio 2000  | Spacewatch                                      |
| 168620 -              | 2000 BD41                | 30 gennaio 2000  | Spacewatch                                      |
| 168621 -              | 2000 CD2                 | 2 febbraio 2000  | Kobayashi, T.                                   |
| 168622 -              | 2000 CA14                | 2 febbraio 2000  | LINEAR                                          |
| 168623 -              | 2000 CU15                | 2 febbraio 2000  | LINEAR                                          |
| 168624 -              | 2000 CW22                | 2 febbraio 2000  | LINEAR                                          |
| 168625 -              | 2000 CN28                | 2 febbraio 2000  | LINEAR                                          |
| 168626 -              | 2000 CE55                | 3 febbraio 2000  | LINEAR                                          |
| 168627 -              | 2000 CO65                | 4 febbraio 2000  | LINEAR                                          |
| 168628 -              | 2000 CU66                | 6 febbraio 2000  | LINEAR                                          |
| 168629 -              | 2000 CB69                | 1 febbraio 2000  | Spacewatch                                      |
| 168630 -              | 2000 CO83                | 4 febbraio 2000  | LINEAR                                          |
| 168631 -              | 2000 CG84                | 4 febbraio 2000  | LINEAR                                          |
| 168632 -              | 2000 CB88                | 4 febbraio 2000  | LINEAR                                          |
| 168633 -              | 2000 CE101               | 12 febbraio 2000 | Spacewatch                                      |
| 168634 -              | 2000 CM101               | 15 febbraio 2000 | Roe, J. M.                                      |
| 168635 Davidkaufmann  | 2000 CU109               | 5 febbraio 2000  | Buie, M. W.                                     |
| 168636 -              | 2000 CV135               | 2 febbraio 2000  | Spacewatch                                      |
| 168637 -              | 2000 CC137               | 4 febbraio 2000  | Spacewatch                                      |
| 168638 Waltersiegmund | 2000 CH149               | 12 febbraio 2000 | Sloan Digital Sky Survey                        |
| 168639 -              | 2000 DC9                 | 26 febbraio 2000 | Spacewatch                                      |
| 168640 -              | 2000 DM10                | 26 febbraio 2000 | Spacewatch                                      |
| 168641 -              | 2000 DA11                | 26 febbraio 2000 | Spacewatch                                      |
| 168642 -              | 2000 DT36                | 29 febbraio 2000 | LINEAR                                          |
| 168643 -              | 2000 DP40                | 29 febbraio 2000 | LINEAR                                          |
| 168644 -              | 2000 DY41                | 29 febbraio 2000 | LINEAR                                          |
| 168645 -              | 2000 DU48                | 29 febbraio 2000 | LINEAR                                          |
| 168646 -              | 2000 DE54                | 29 febbraio 2000 | LINEAR                                          |
| 168647 -              | 2000 DF54                | 29 febbraio 2000 | LINEAR                                          |
| 168648 -              | 2000 DZ56                | 29 febbraio 2000 | LINEAR                                          |
| 168649 -              | 2000 DD60                | 29 febbraio 2000 | LINEAR                                          |
| 168650 -              | 2000 DN63                | 29 febbraio 2000 | LINEAR                                          |
| 168651 -              | 2000 DL67                | 29 febbraio 2000 | LINEAR                                          |
| 168652 -              | 2000 DH68                | 29 febbraio 2000 | LINEAR                                          |
| 168653 -              | 2000 DJ82                | 28 febbraio 2000 | LINEAR                                          |
| 168654 -              | 2000 DP83                | 28 febbraio 2000 | LINEAR                                          |
| 168655 -              | 2000 DV84                | 29 febbraio 2000 | LINEAR                                          |
| 168656 -              | 2000 DV105               | 29 febbraio 2000 | LINEAR                                          |
| 168657 -              | 2000 ED10                | 3 marzo 2000     | LINEAR                                          |
| 168658 -              | 2000 EK18                | 5 marzo 2000     | LINEAR                                          |
| 168659 -              | 2000 EH22                | 3 marzo 2000     | Spacewatch                                      |
| 168660 -              | 2000 EN33                | 5 marzo 2000     | LINEAR                                          |
| 168661 -              | 2000 EA53                | 3 marzo 2000     | Spacewatch                                      |
| 168662 -              | 2000 EH89                | 9 marzo 2000     | LINEAR                                          |
| 168663 -              | 2000 EM104               | 15 marzo 2000    | LINEAR                                          |
| 168664 -              | 2000 EC110               | 8 marzo 2000     | NEAT                                            |
| 168665 -              | 2000 EJ113               | 9 marzo 2000     | NEAT                                            |
| 168666 -              | 2000 EV118               | 11 marzo 2000    | LONEOS                                          |
| 168667 -              | 2000 EF141               | 2 marzo 2000     | Spacewatch                                      |
| 168668 -              | 2000 EK149               | 5 marzo 2000     | LINEAR                                          |
| 168669 -              | 2000 ED153               | 6 marzo 2000     | NEAT                                            |
| 168670 -              | 2000 ED164               | 3 marzo 2000     | LINEAR                                          |
| 168671 -              | 2000 EH176               | 3 marzo 2000     | Spacewatch                                      |
| 168672 -              | 2000 EV181               | 4 marzo 2000     | LINEAR                                          |
| 168673 -              | 2000 EX198               | 2 marzo 2000     | Spacewatch                                      |
| 168674 -              | 2000 FC                  | 24 marzo 2000    | Comba, P. G.                                    |
| 168675 -              | 2000 FX1                 | 25 marzo 2000    | Spacewatch                                      |
| 168676 -              | 2000 FN3                 | 28 marzo 2000    | LINEAR                                          |
| 168677 -              | 2000 FP4                 | 27 marzo 2000    | Spacewatch                                      |
| 168678 -              | 2000 FC5                 | 27 marzo 2000    | Spacewatch                                      |
| 168679 -              | 2000 FU7                 | 27 marzo 2000    | LINEAR                                          |
| 168680 -              | 2000 FU12                | 28 marzo 2000    | LINEAR                                          |
| 168681 -              | 2000 FP19                | 29 marzo 2000    | LINEAR                                          |
| 168682 -              | 2000 FN54                | 30 marzo 2000    | Spacewatch                                      |
| 168683 -              | 2000 FE69                | 27 marzo 2000    | Spacewatch                                      |
| 168684 -              | 2000 FD72                | 25 marzo 2000    | Spacewatch                                      |
| 168685 -              | 2000 GM12                | 5 aprile 2000    | LINEAR                                          |
| 168686 -              | 2000 GH19                | 5 aprile 2000    | LINEAR                                          |
| 168687 -              | 2000 GP19                | 5 aprile 2000    | LINEAR                                          |
| 168688 -              | 2000 GN29                | 5 aprile 2000    | LINEAR                                          |
| 168689 -              | 2000 GM30                | 5 aprile 2000    | LINEAR                                          |
| 168690 -              | 2000 GL37                | 5 aprile 2000    | LINEAR                                          |
| 168691 -              | 2000 GT46                | 5 aprile 2000    | LINEAR                                          |
| 168692 -              | 2000 GY56                | 5 aprile 2000    | LINEAR                                          |
| 168693 -              | 2000 GV59                | 5 aprile 2000    | LINEAR                                          |
| 168694 -              | 2000 GN66                | 5 aprile 2000    | LINEAR                                          |
| 168695 -              | 2000 GT118               | 3 aprile 2000    | Spacewatch                                      |
| 168696 -              | 2000 GY119               | 5 aprile 2000    | Spacewatch                                      |
| 168697 -              | 2000 GQ122               | 6 aprile 2000    | Bickel, W.                                      |
| 168698 Robpickman     | 2000 GX140               | 5 aprile 2000    | Wasserman, L. H.                                |
| 168699 -              | 2000 GO144               | 7 aprile 2000    | Spacewatch                                      |
| 168700 -              | 2000 GE147               | 2 aprile 2000    | Jewitt, D. C., Trujillo, C. A., Sheppard, S. S. |

## 168701-168800
| Nome          | Designazione provvisoria | Data di scoperta  | Scopritore     |
| ------------- | ------------------------ | ----------------- | -------------- |
| 168701 -      | 2000 GU159               | 7 aprile 2000     | LINEAR         |
| 168702 -      | 2000 GC175               | 5 aprile 2000     | LONEOS         |
| 168703 -      | 2000 GP183               | 2 aprile 2000     | Mauna Kea      |
| 168704 -      | 2000 GA186               | 3 aprile 2000     | Spacewatch     |
| 168705 -      | 2000 HN                  | 24 aprile 2000    | Spacewatch     |
| 168706 -      | 2000 HE1                 | 24 aprile 2000    | Spacewatch     |
| 168707 -      | 2000 HR6                 | 24 aprile 2000    | Spacewatch     |
| 168708 -      | 2000 HJ10                | 27 aprile 2000    | LINEAR         |
| 168709 -      | 2000 HS34                | 25 aprile 2000    | LONEOS         |
| 168710 -      | 2000 HE41                | 28 aprile 2000    | LINEAR         |
| 168711 -      | 2000 HM74                | 30 aprile 2000    | NEAT           |
| 168712 -      | 2000 HY79                | 28 aprile 2000    | LONEOS         |
| 168713 -      | 2000 HN86                | 30 aprile 2000    | LONEOS         |
| 168714 -      | 2000 JQ10                | 7 maggio 2000     | LINEAR         |
| 168715 -      | 2000 JF16                | 5 maggio 2000     | LINEAR         |
| 168716 -      | 2000 JK41                | 7 maggio 2000     | LINEAR         |
| 168717 -      | 2000 JP59                | 7 maggio 2000     | LINEAR         |
| 168718 -      | 2000 JM73                | 2 maggio 2000     | LONEOS         |
| 168719 -      | 2000 KF7                 | 27 maggio 2000    | LINEAR         |
| 168720 -      | 2000 KB12                | 28 maggio 2000    | LINEAR         |
| 168721 -      | 2000 KB45                | 29 maggio 2000    | Spacewatch     |
| 168722 -      | 2000 LH                  | 1 giugno 2000     | Comba, P. G.   |
| 168723 -      | 2000 OR9                 | 31 luglio 2000    | Crni Vrh       |
| 168724 -      | 2000 OG10                | 23 luglio 2000    | LINEAR         |
| 168725 -      | 2000 OH16                | 23 luglio 2000    | LINEAR         |
| 168726 -      | 2000 OP29                | 30 luglio 2000    | LINEAR         |
| 168727 -      | 2000 OJ30                | 30 luglio 2000    | LINEAR         |
| 168728 -      | 2000 OZ33                | 30 luglio 2000    | LINEAR         |
| 168729 -      | 2000 OA44                | 30 luglio 2000    | LINEAR         |
| 168730 -      | 2000 OX51                | 30 luglio 2000    | LINEAR         |
| 168731 -      | 2000 OF55                | 29 luglio 2000    | LONEOS         |
| 168732 -      | 2000 OT55                | 29 luglio 2000    | LONEOS         |
| 168733 -      | 2000 PD2                 | 1 agosto 2000     | LINEAR         |
| 168734 -      | 2000 PB28                | 4 agosto 2000     | NEAT           |
| 168735 -      | 2000 QX7                 | 25 agosto 2000    | Farra d'Isonzo |
| 168736 -      | 2000 QF22                | 24 agosto 2000    | LINEAR         |
| 168737 -      | 2000 QT32                | 26 agosto 2000    | LINEAR         |
| 168738 -      | 2000 QN47                | 24 agosto 2000    | LINEAR         |
| 168739 -      | 2000 QG57                | 26 agosto 2000    | LINEAR         |
| 168740 -      | 2000 QG81                | 24 agosto 2000    | LINEAR         |
| 168741 -      | 2000 QZ88                | 25 agosto 2000    | LINEAR         |
| 168742 -      | 2000 QY92                | 25 agosto 2000    | LINEAR         |
| 168743 -      | 2000 QO97                | 28 agosto 2000    | LINEAR         |
| 168744 -      | 2000 QB102               | 28 agosto 2000    | LINEAR         |
| 168745 -      | 2000 QJ102               | 28 agosto 2000    | LINEAR         |
| 168746 -      | 2000 QY118               | 25 agosto 2000    | LINEAR         |
| 168747 -      | 2000 QY121               | 25 agosto 2000    | LINEAR         |
| 168748 -      | 2000 QB124               | 25 agosto 2000    | LINEAR         |
| 168749 -      | 2000 QA158               | 31 agosto 2000    | LINEAR         |
| 168750 -      | 2000 QZ162               | 31 agosto 2000    | LINEAR         |
| 168751 -      | 2000 QP174               | 31 agosto 2000    | LINEAR         |
| 168752 -      | 2000 QQ174               | 31 agosto 2000    | LINEAR         |
| 168753 -      | 2000 QE185               | 26 agosto 2000    | LINEAR         |
| 168754 -      | 2000 QM190               | 26 agosto 2000    | LINEAR         |
| 168755 -      | 2000 QY190               | 26 agosto 2000    | LINEAR         |
| 168756 -      | 2000 QJ199               | 29 agosto 2000    | LINEAR         |
| 168757 -      | 2000 QV200               | 29 agosto 2000    | LINEAR         |
| 168758 -      | 2000 QH202               | 29 agosto 2000    | LINEAR         |
| 168759 -      | 2000 QM206               | 31 agosto 2000    | LINEAR         |
| 168760 -      | 2000 QB212               | 31 agosto 2000    | LINEAR         |
| 168761 -      | 2000 QQ212               | 31 agosto 2000    | LINEAR         |
| 168762 -      | 2000 QG215               | 31 agosto 2000    | LINEAR         |
| 168763 -      | 2000 QM215               | 31 agosto 2000    | LINEAR         |
| 168764 -      | 2000 QH220               | 21 agosto 2000    | LONEOS         |
| 168765 -      | 2000 QH223               | 21 agosto 2000    | LONEOS         |
| 168766 -      | 2000 QF224               | 26 agosto 2000    | LINEAR         |
| 168767 Kochte | 2000 QZ244               | 25 agosto 2000    | Buie, M. W.    |
| 168768 -      | 2000 RN15                | 1 settembre 2000  | LINEAR         |
| 168769 -      | 2000 RO16                | 1 settembre 2000  | LINEAR         |
| 168770 -      | 2000 RD17                | 1 settembre 2000  | LINEAR         |
| 168771 -      | 2000 RM19                | 1 settembre 2000  | LINEAR         |
| 168772 -      | 2000 RW21                | 1 settembre 2000  | LINEAR         |
| 168773 -      | 2000 RA22                | 1 settembre 2000  | LINEAR         |
| 168774 -      | 2000 RC28                | 1 settembre 2000  | LINEAR         |
| 168775 -      | 2000 RD30                | 1 settembre 2000  | LINEAR         |
| 168776 -      | 2000 RU30                | 1 settembre 2000  | LINEAR         |
| 168777 -      | 2000 RD37                | 3 settembre 2000  | LINEAR         |
| 168778 -      | 2000 RK48                | 3 settembre 2000  | LINEAR         |
| 168779 -      | 2000 RX48                | 3 settembre 2000  | LINEAR         |
| 168780 -      | 2000 RN52                | 4 settembre 2000  | Spacewatch     |
| 168781 -      | 2000 RO59                | 7 settembre 2000  | Spacewatch     |
| 168782 -      | 2000 RN63                | 3 settembre 2000  | LINEAR         |
| 168783 -      | 2000 RB104               | 6 settembre 2000  | LINEAR         |
| 168784 -      | 2000 SQ2                 | 20 settembre 2000 | LINEAR         |
| 168785 -      | 2000 SS7                 | 22 settembre 2000 | Spacewatch     |
| 168786 -      | 2000 SK11                | 24 settembre 2000 | LINEAR         |
| 168787 -      | 2000 SE22                | 19 settembre 2000 | NEAT           |
| 168788 -      | 2000 SN28                | 23 settembre 2000 | LINEAR         |
| 168789 -      | 2000 SF33                | 24 settembre 2000 | LINEAR         |
| 168790 -      | 2000 SR36                | 24 settembre 2000 | LINEAR         |
| 168791 -      | 2000 SQ43                | 25 settembre 2000 | NEAT           |
| 168792 -      | 2000 ST56                | 24 settembre 2000 | LINEAR         |
| 168793 -      | 2000 SS57                | 24 settembre 2000 | LINEAR         |
| 168794 -      | 2000 SV63                | 24 settembre 2000 | LINEAR         |
| 168795 -      | 2000 SU70                | 24 settembre 2000 | LINEAR         |
| 168796 -      | 2000 SC76                | 24 settembre 2000 | LINEAR         |
| 168797 -      | 2000 SS79                | 24 settembre 2000 | LINEAR         |
| 168798 -      | 2000 SK88                | 24 settembre 2000 | LINEAR         |
| 168799 -      | 2000 SL93                | 23 settembre 2000 | LINEAR         |
| 168800 -      | 2000 SW93                | 23 settembre 2000 | LINEAR         |

## 168801-168900
| Nome     | Designazione provvisoria | Data di scoperta  | Scopritore              |
| -------- | ------------------------ | ----------------- | ----------------------- |
| 168801 - | 2000 SM109               | 24 settembre 2000 | LINEAR                  |
| 168802 - | 2000 ST110               | 24 settembre 2000 | LINEAR                  |
| 168803 - | 2000 SG118               | 24 settembre 2000 | LINEAR                  |
| 168804 - | 2000 SF134               | 23 settembre 2000 | LINEAR                  |
| 168805 - | 2000 SN137               | 23 settembre 2000 | LINEAR                  |
| 168806 - | 2000 SV137               | 23 settembre 2000 | LINEAR                  |
| 168807 - | 2000 SE146               | 24 settembre 2000 | LINEAR                  |
| 168808 - | 2000 SD147               | 24 settembre 2000 | LINEAR                  |
| 168809 - | 2000 SZ168               | 23 settembre 2000 | LINEAR                  |
| 168810 - | 2000 SR174               | 28 settembre 2000 | LINEAR                  |
| 168811 - | 2000 SE184               | 20 settembre 2000 | Spacewatch              |
| 168812 - | 2000 SA189               | 22 settembre 2000 | Spacewatch              |
| 168813 - | 2000 SC189               | 22 settembre 2000 | Spacewatch              |
| 168814 - | 2000 SX219               | 26 settembre 2000 | LINEAR                  |
| 168815 - | 2000 ST220               | 26 settembre 2000 | LINEAR                  |
| 168816 - | 2000 SR224               | 27 settembre 2000 | LINEAR                  |
| 168817 - | 2000 SD255               | 24 settembre 2000 | LINEAR                  |
| 168818 - | 2000 SF263               | 25 settembre 2000 | LINEAR                  |
| 168819 - | 2000 SC265               | 26 settembre 2000 | LINEAR                  |
| 168820 - | 2000 SK266               | 26 settembre 2000 | LINEAR                  |
| 168821 - | 2000 SH270               | 27 settembre 2000 | LINEAR                  |
| 168822 - | 2000 SL270               | 27 settembre 2000 | LINEAR                  |
| 168823 - | 2000 SN271               | 27 settembre 2000 | LINEAR                  |
| 168824 - | 2000 SE274               | 28 settembre 2000 | LINEAR                  |
| 168825 - | 2000 SX288               | 27 settembre 2000 | LINEAR                  |
| 168826 - | 2000 SB291               | 27 settembre 2000 | LINEAR                  |
| 168827 - | 2000 SY308               | 30 settembre 2000 | LINEAR                  |
| 168828 - | 2000 SY320               | 29 settembre 2000 | Tholen, D. J.           |
| 168829 - | 2000 SF322               | 28 settembre 2000 | Spacewatch              |
| 168830 - | 2000 SK334               | 26 settembre 2000 | NEAT                    |
| 168831 - | 2000 SZ334               | 26 settembre 2000 | NEAT                    |
| 168832 - | 2000 SD340               | 24 settembre 2000 | LINEAR                  |
| 168833 - | 2000 SP343               | 23 settembre 2000 | LINEAR                  |
| 168834 - | 2000 SB352               | 26 settembre 2000 | LONEOS                  |
| 168835 - | 2000 SD364               | 20 settembre 2000 | LINEAR                  |
| 168836 - | 2000 SH364               | 20 settembre 2000 | LINEAR                  |
| 168837 - | 2000 TZ36                | 1 ottobre 2000    | LINEAR                  |
| 168838 - | 2000 TB40                | 1 ottobre 2000    | LINEAR                  |
| 168839 - | 2000 TX48                | 1 ottobre 2000    | LONEOS                  |
| 168840 - | 2000 TF58                | 2 ottobre 2000    | LINEAR                  |
| 168841 - | 2000 TB63                | 2 ottobre 2000    | Spacewatch              |
| 168842 - | 2000 UP                  | 20 ottobre 2000   | Kušnirák, P.            |
| 168843 - | 2000 UG4                 | 24 ottobre 2000   | LINEAR                  |
| 168844 - | 2000 UX19                | 24 ottobre 2000   | LINEAR                  |
| 168845 - | 2000 UJ28                | 25 ottobre 2000   | LINEAR                  |
| 168846 - | 2000 UQ34                | 24 ottobre 2000   | LINEAR                  |
| 168847 - | 2000 UU34                | 24 ottobre 2000   | LINEAR                  |
| 168848 - | 2000 UD47                | 24 ottobre 2000   | LINEAR                  |
| 168849 - | 2000 UK51                | 24 ottobre 2000   | LINEAR                  |
| 168850 - | 2000 UN63                | 25 ottobre 2000   | LINEAR                  |
| 168851 - | 2000 UQ67                | 25 ottobre 2000   | LINEAR                  |
| 168852 - | 2000 UV71                | 25 ottobre 2000   | LINEAR                  |
| 168853 - | 2000 UV76                | 24 ottobre 2000   | LINEAR                  |
| 168854 - | 2000 UP84                | 31 ottobre 2000   | LINEAR                  |
| 168855 - | 2000 UC90                | 24 ottobre 2000   | LINEAR                  |
| 168856 - | 2000 UY101               | 25 ottobre 2000   | LINEAR                  |
| 168857 - | 2000 UA102               | 25 ottobre 2000   | LINEAR                  |
| 168858 - | 2000 VN8                 | 1 novembre 2000   | LINEAR                  |
| 168859 - | 2000 VG18                | 1 novembre 2000   | LINEAR                  |
| 168860 - | 2000 VH21                | 1 novembre 2000   | LINEAR                  |
| 168861 - | 2000 VM22                | 1 novembre 2000   | LINEAR                  |
| 168862 - | 2000 VS22                | 1 novembre 2000   | LINEAR                  |
| 168863 - | 2000 VW24                | 1 novembre 2000   | LINEAR                  |
| 168864 - | 2000 VW25                | 1 novembre 2000   | LINEAR                  |
| 168865 - | 2000 VX41                | 1 novembre 2000   | LINEAR                  |
| 168866 - | 2000 VR42                | 1 novembre 2000   | LINEAR                  |
| 168867 - | 2000 VP44                | 2 novembre 2000   | LINEAR                  |
| 168868 - | 2000 VV52                | 3 novembre 2000   | LINEAR                  |
| 168869 - | 2000 WS4                 | 19 novembre 2000  | LINEAR                  |
| 168870 - | 2000 WN6                 | 20 novembre 2000  | LINEAR                  |
| 168871 - | 2000 WB9                 | 18 novembre 2000  | BATTeRS                 |
| 168872 - | 2000 WZ9                 | 22 novembre 2000  | Spacewatch              |
| 168873 - | 2000 WC14                | 20 novembre 2000  | LINEAR                  |
| 168874 - | 2000 WA15                | 20 novembre 2000  | LINEAR                  |
| 168875 - | 2000 WQ22                | 20 novembre 2000  | LINEAR                  |
| 168876 - | 2000 WZ24                | 20 novembre 2000  | LINEAR                  |
| 168877 - | 2000 WC27                | 26 novembre 2000  | Yeung, W. K. Y.         |
| 168878 - | 2000 WV28                | 26 novembre 2000  | Jeon, Y.-B., Lee, B.-C. |
| 168879 - | 2000 WD34                | 20 novembre 2000  | LINEAR                  |
| 168880 - | 2000 WJ48                | 21 novembre 2000  | LINEAR                  |
| 168881 - | 2000 WN48                | 21 novembre 2000  | LINEAR                  |
| 168882 - | 2000 WZ56                | 21 novembre 2000  | LINEAR                  |
| 168883 - | 2000 WL57                | 21 novembre 2000  | LINEAR                  |
| 168884 - | 2000 WB71                | 19 novembre 2000  | LINEAR                  |
| 168885 - | 2000 WO76                | 20 novembre 2000  | LINEAR                  |
| 168886 - | 2000 WH78                | 20 novembre 2000  | LINEAR                  |
| 168887 - | 2000 WB83                | 20 novembre 2000  | LINEAR                  |
| 168888 - | 2000 WH90                | 21 novembre 2000  | LINEAR                  |
| 168889 - | 2000 WM95                | 21 novembre 2000  | LINEAR                  |
| 168890 - | 2000 WK116               | 20 novembre 2000  | LINEAR                  |
| 168891 - | 2000 WO122               | 29 novembre 2000  | LINEAR                  |
| 168892 - | 2000 WK124               | 19 novembre 2000  | LINEAR                  |
| 168893 - | 2000 WS128               | 18 novembre 2000  | Spacewatch              |
| 168894 - | 2000 WE130               | 19 novembre 2000  | Spacewatch              |
| 168895 - | 2000 WE131               | 20 novembre 2000  | LONEOS                  |
| 168896 - | 2000 WC134               | 19 novembre 2000  | LINEAR                  |
| 168897 - | 2000 WA136               | 20 novembre 2000  | LINEAR                  |
| 168898 - | 2000 WQ137               | 20 novembre 2000  | LINEAR                  |
| 168899 - | 2000 WV147               | 28 novembre 2000  | Spacewatch              |
| 168900 - | 2000 WW160               | 20 novembre 2000  | LONEOS                  |

## 168901-169000
| Nome             | Designazione provvisoria | Data di scoperta | Scopritore               |
| ---------------- | ------------------------ | ---------------- | ------------------------ |
| 168901 -         | 2000 WJ164               | 21 novembre 2000 | NEAT                     |
| 168902 -         | 2000 WR166               | 24 novembre 2000 | LONEOS                   |
| 168903 -         | 2000 WW188               | 18 novembre 2000 | LONEOS                   |
| 168904 -         | 2000 WY189               | 18 novembre 2000 | LONEOS                   |
| 168905 -         | 2000 XT1                 | 3 dicembre 2000  | Spacewatch               |
| 168906 -         | 2000 XE12                | 4 dicembre 2000  | LINEAR                   |
| 168907 -         | 2000 XN19                | 4 dicembre 2000  | LINEAR                   |
| 168908 -         | 2000 XH21                | 4 dicembre 2000  | LINEAR                   |
| 168909 -         | 2000 XV30                | 4 dicembre 2000  | LINEAR                   |
| 168910 -         | 2000 XC52                | 6 dicembre 2000  | LINEAR                   |
| 168911 -         | 2000 XM53                | 14 dicembre 2000 | Jeon, Y.-B., Lee, B.-C.  |
| 168912 -         | 2000 YV2                 | 20 dicembre 2000 | LINEAR                   |
| 168913 -         | 2000 YA3                 | 18 dicembre 2000 | Spacewatch               |
| 168914 -         | 2000 YU21                | 27 dicembre 2000 | Yeung, W. K. Y.          |
| 168915 -         | 2000 YW37                | 30 dicembre 2000 | LINEAR                   |
| 168916 -         | 2000 YZ42                | 30 dicembre 2000 | LINEAR                   |
| 168917 -         | 2000 YM44                | 30 dicembre 2000 | LINEAR                   |
| 168918 -         | 2000 YX44                | 30 dicembre 2000 | LINEAR                   |
| 168919 -         | 2000 YR49                | 30 dicembre 2000 | LINEAR                   |
| 168920 -         | 2000 YK50                | 30 dicembre 2000 | LINEAR                   |
| 168921 -         | 2000 YT53                | 30 dicembre 2000 | LINEAR                   |
| 168922 -         | 2000 YL55                | 30 dicembre 2000 | LINEAR                   |
| 168923 -         | 2000 YU56                | 30 dicembre 2000 | LINEAR                   |
| 168924 -         | 2000 YE59                | 30 dicembre 2000 | LINEAR                   |
| 168925 -         | 2000 YV59                | 30 dicembre 2000 | LINEAR                   |
| 168926 -         | 2000 YN65                | 16 dicembre 2000 | Spacewatch               |
| 168927 -         | 2000 YD68                | 28 dicembre 2000 | LINEAR                   |
| 168928 -         | 2000 YG71                | 30 dicembre 2000 | LINEAR                   |
| 168929 -         | 2000 YT72                | 30 dicembre 2000 | LINEAR                   |
| 168930 -         | 2000 YV73                | 30 dicembre 2000 | LINEAR                   |
| 168931 -         | 2000 YL82                | 30 dicembre 2000 | LINEAR                   |
| 168932 -         | 2000 YG86                | 30 dicembre 2000 | LINEAR                   |
| 168933 -         | 2000 YQ88                | 30 dicembre 2000 | LINEAR                   |
| 168934 -         | 2000 YR91                | 30 dicembre 2000 | LINEAR                   |
| 168935 -         | 2000 YC95                | 30 dicembre 2000 | LINEAR                   |
| 168936 -         | 2000 YN95                | 30 dicembre 2000 | LINEAR                   |
| 168937 -         | 2000 YU95                | 30 dicembre 2000 | LINEAR                   |
| 168938 -         | 2000 YS107               | 30 dicembre 2000 | LINEAR                   |
| 168939 -         | 2000 YB108               | 30 dicembre 2000 | LINEAR                   |
| 168940 -         | 2000 YL109               | 30 dicembre 2000 | LINEAR                   |
| 168941 -         | 2000 YO111               | 30 dicembre 2000 | LINEAR                   |
| 168942 -         | 2000 YL114               | 30 dicembre 2000 | LINEAR                   |
| 168943 -         | 2000 YG118               | 30 dicembre 2000 | LINEAR                   |
| 168944 -         | 2000 YK126               | 29 dicembre 2000 | LONEOS                   |
| 168945 -         | 2000 YN131               | 30 dicembre 2000 | Yeung, W. K. Y.          |
| 168946 -         | 2000 YY135               | 22 dicembre 2000 | LINEAR                   |
| 168947 -         | 2000 YB139               | 27 dicembre 2000 | Spacewatch               |
| 168948 Silvestri | 2000 YX143               | 23 dicembre 2000 | Sloan Digital Sky Survey |
| 168949 -         | 2001 AV18                | 4 gennaio 2001   | NEAT                     |
| 168950 -         | 2001 AA26                | 2 gennaio 2001   | LINEAR                   |
| 168951 -         | 2001 AL33                | 4 gennaio 2001   | LINEAR                   |
| 168952 -         | 2001 AN39                | 2 gennaio 2001   | Spacewatch               |
| 168953 -         | 2001 AZ43                | 14 gennaio 2001  | Spacewatch               |
| 168954 -         | 2001 AT44                | 15 gennaio 2001  | Kobayashi, T.            |
| 168955 -         | 2001 AV44                | 15 gennaio 2001  | Kobayashi, T.            |
| 168956 -         | 2001 AC47                | 15 gennaio 2001  | LINEAR                   |
| 168957 -         | 2001 AB52                | 5 gennaio 2001   | LINEAR                   |
| 168958 -         | 2001 AC52                | 5 gennaio 2001   | LINEAR                   |
| 168959 -         | 2001 BP6                 | 19 gennaio 2001  | LINEAR                   |
| 168960 -         | 2001 BQ19                | 19 gennaio 2001  | LINEAR                   |
| 168961 -         | 2001 BF23                | 20 gennaio 2001  | LINEAR                   |
| 168962 -         | 2001 BK27                | 20 gennaio 2001  | LINEAR                   |
| 168963 -         | 2001 BT32                | 20 gennaio 2001  | LINEAR                   |
| 168964 -         | 2001 BF36                | 19 gennaio 2001  | LINEAR                   |
| 168965 -         | 2001 BL37                | 21 gennaio 2001  | LINEAR                   |
| 168966 -         | 2001 BC38                | 21 gennaio 2001  | LINEAR                   |
| 168967 -         | 2001 BB43                | 19 gennaio 2001  | LINEAR                   |
| 168968 -         | 2001 BY45                | 21 gennaio 2001  | LINEAR                   |
| 168969 -         | 2001 BX55                | 19 gennaio 2001  | LINEAR                   |
| 168970 -         | 2001 BT56                | 19 gennaio 2001  | Spacewatch               |
| 168971 -         | 2001 BA58                | 21 gennaio 2001  | LINEAR                   |
| 168972 -         | 2001 BL59                | 26 gennaio 2001  | LINEAR                   |
| 168973 -         | 2001 BQ64                | 30 gennaio 2001  | LINEAR                   |
| 168974 -         | 2001 BD65                | 26 gennaio 2001  | LINEAR                   |
| 168975 -         | 2001 BO66                | 26 gennaio 2001  | LINEAR                   |
| 168976 -         | 2001 BE68                | 31 gennaio 2001  | LINEAR                   |
| 168977 -         | 2001 BE75                | 26 gennaio 2001  | Spacewatch               |
| 168978 -         | 2001 BO75                | 26 gennaio 2001  | Spacewatch               |
| 168979 -         | 2001 CS1                 | 1 febbraio 2001  | LINEAR                   |
| 168980 -         | 2001 CS2                 | 1 febbraio 2001  | LINEAR                   |
| 168981 -         | 2001 CT3                 | 1 febbraio 2001  | LINEAR                   |
| 168982 -         | 2001 CC9                 | 1 febbraio 2001  | LINEAR                   |
| 168983 -         | 2001 CV11                | 1 febbraio 2001  | LINEAR                   |
| 168984 -         | 2001 CQ14                | 1 febbraio 2001  | LINEAR                   |
| 168985 -         | 2001 CC18                | 2 febbraio 2001  | LINEAR                   |
| 168986 -         | 2001 CV22                | 1 febbraio 2001  | LONEOS                   |
| 168987 -         | 2001 CE25                | 1 febbraio 2001  | LINEAR                   |
| 168988 -         | 2001 CF25                | 1 febbraio 2001  | LINEAR                   |
| 168989 -         | 2001 CH29                | 2 febbraio 2001  | LONEOS                   |
| 168990 -         | 2001 CO30                | 2 febbraio 2001  | NEAT                     |
| 168991 -         | 2001 CO38                | 13 febbraio 2001 | LINEAR                   |
| 168992 -         | 2001 CR39                | 13 febbraio 2001 | LINEAR                   |
| 168993 -         | 2001 CH40                | 13 febbraio 2001 | LINEAR                   |
| 168994 -         | 2001 CZ47                | 12 febbraio 2001 | LONEOS                   |
| 168995 -         | 2001 DV4                 | 16 febbraio 2001 | LINEAR                   |
| 168996 -         | 2001 DK6                 | 16 febbraio 2001 | LINEAR                   |
| 168997 -         | 2001 DP19                | 16 febbraio 2001 | LINEAR                   |
| 168998 -         | 2001 DA25                | 17 febbraio 2001 | LINEAR                   |
| 168999 -         | 2001 DR26                | 17 febbraio 2001 | LINEAR                   |
| 169000 -         | 2001 DA30                | 17 febbraio 2001 | LINEAR                   |